# AV스타납치사건
"AV스타 납치사건"은 한국에서 제작된 김춘찬 감독의 2012년 스릴러 영화이다. 에이미 등이 주연으로 출연하였다.

## 출연

### 주연
- 에이미
- 문정수
- 한기윤
- 이경민